# Domino Show
|  | Per a altres significats, vegeu «efecte dòmino (desambiguació)». |

L'efecte va dominar.

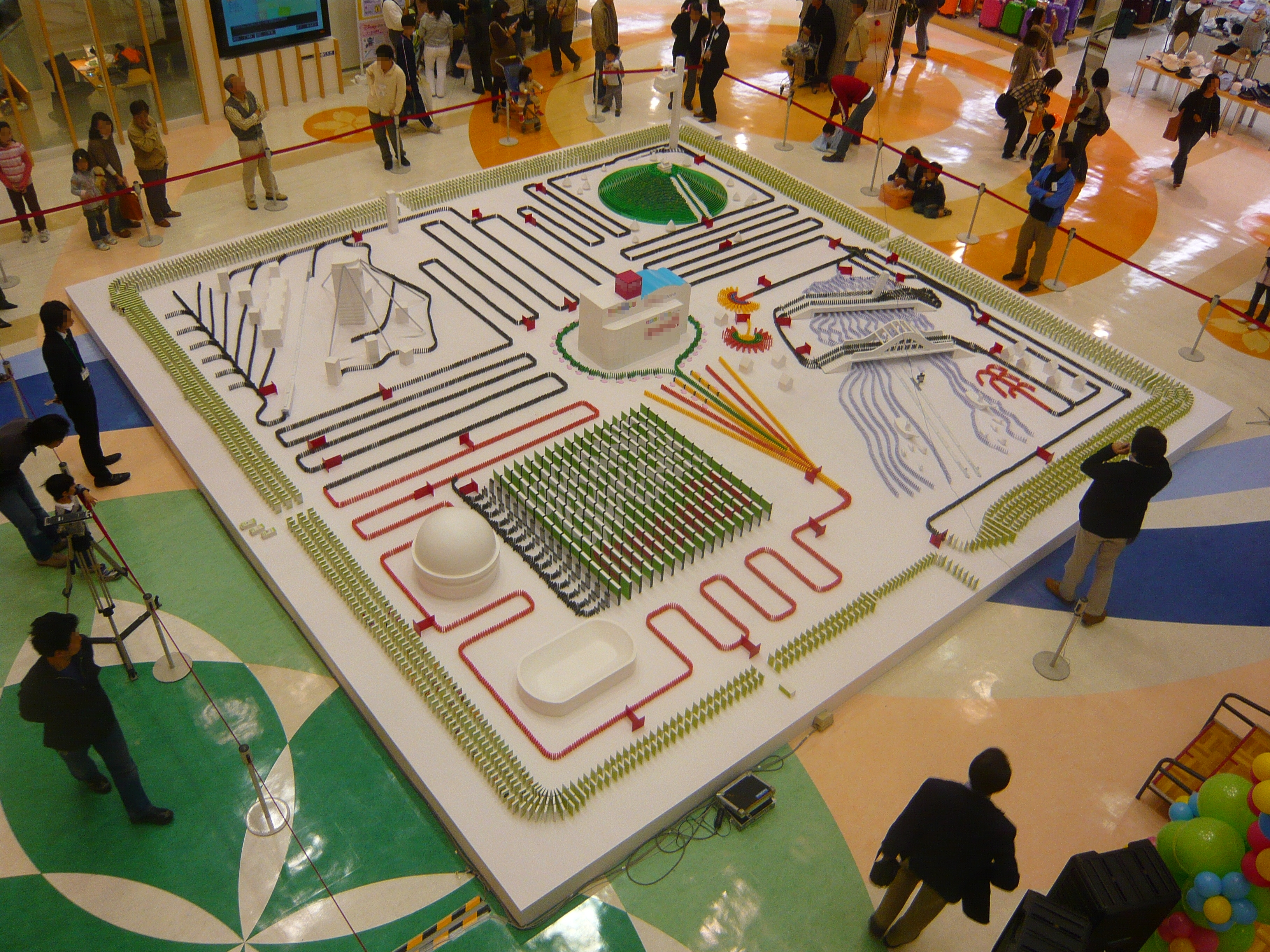
Exposició d'un joc al Japó.

El Domino Show és un espectacle basat en un joc de destresa o entreteniment que consisteix a col·locar sistemàticament una sèrie de fitxes de dòmino en filera, formant figures i mecanismes artificiosos, i en donar una lleu empenta a la fitxa inicial provocar un efecte en cadena, aconseguint que totes les fitxes acabin caient.
Encara que es poden utilitzar altres objectes per aconseguir l'efecte en cadena, per exemple caixes de llumins, naips doblegats transversalment, llibres, blocs rectangulars, etc., el més comú i pràctic és usar fitxes de dòmino.
Aquest joc es pot efectuar a casa amb algunes desenes de fitxes; però a causa del poder d'atracció, sincronia i perfecció que exerceix, ha arribat a convertir-se en una afició i en un espectacle que es realitza en grans espais, amb un nombre gegantesc de fitxes de colors diversos, usant mecanismes altament enginyosos, i que involucra una quantitat considerable de persones i temps en el seu muntatge.

## L'espectacle
En alguns països, com els EUA, el Japó o els Països Baixos, s'organitzen exhibicions i campionats, on l'objectiu, a part del recreatiu, és superar l'anteriorment fet en el nombre de fitxes a fer caure i en impacte visual. Aquests esdeveniments, que solen ser transmesos per televisió, són organitzats per empreses especialitzades en la manufactura de fitxes i en la creació i muntatge del projecte.

### Característiques generals
En termes generals, aquests espectacles reuneixen les següents característiques:
- Ús de fitxes especials: uniformes (sense horadaciones) i amb una superfície llisa, fixa i antilliscant, pintades de colors diversos i nítids, i en alguns casos de grandàries diferents.

- Un mitjà pràctic i original per accionar la primera fitxa, ja que sol estar tancada al centre d'una enorme construcció: s'ha recorregut, per posar dos exemples, a una bola de cristall que es deixa rodar per un canal des d'un extrem i que al final copeja la primera fitxa o a una modelo acròbata suspesa d'una corda i que gronxant-se de cap per avall empeny la fitxa indicada amb un dit.

- Una filera inicial que es bifurca en fileres paral·leles i en fileres independents que poden tenir un final o tornar a incorporar-se a la filera principal.

- No només es compta amb línies rectes i horitzontals: es poden construir fileres en pendent o fins i tot verticals (formant una piràmide, per exemple). Les fileres poden ser circulars, en espiral, en ziga-zaga, etc.

- Construcció de dissenys interessants: ja siguin formes (flors, piràmides, edificis, discs, etc.) o imatges (pingüins, tortugues, estadi de futbol, mapamundi, etc.) que poden aparèixer quan totes les fitxes que la conformen han caigut o oferir una nova imatge conforme les fitxes van caient.

- Ocupació de tècniques físiques, mecanismes mecànics, k

hidràulics o elèctrics en la construcció d'artificis impactants, innovadors i atrevits per donar un gir increïble i genial a l'execució del joc: peces que es traslladen a través de canals, tubs o fins i tot aquaris i que en el punt final del seu viatge impacten amb una altra filera de fitxes 
- Instal·lació de portes de seguretat en diversos punts del recorregut del muntatge per prevenir que s'expandeixi l'efecte en cadena pertot arreu si es produeix algun frec accidental mentre duri la construcció; així com l'ocupació de mecanismes ocults de reactivació en cas d'alguna fallada o error dels artefactes (en els campionats on s'@tratar trencar el rècord, aquesta pràctica està prohibida)

## Informació addicional
- El Llibre Guinness de rècords mundials compte des de fa temps amb una entrada per a aquest entreteniment: al novembre de 2009, el rècord era de 4.491.863 fitxes obtingut en Leeuwarden (Països Baixos) per la signatura Weijers Domino Productions en la seva trobada anual coneguda com Domino Day.

- La cervesa Guinness va emetre el 9 de novembre de 2007 en el Regne Unit un anunci de televisió en el qual es mostra un enorme efecte va dominar que comença amb fitxes de dòmino i continua amb objectes cada vegada més grans i inversemblants: caixes de llumins, llibres, barres de pa, maletes, mobles i utensilis diversos, pneumàtics, cotxes, etc. L'anunci comercial va ser realitzat en la localitat de Iruya en els Andes argentins.[1]

- El 9 de novembre de 2009 el Govern Federal d'Alemanya va realitzar a Berlín un efecte va dominar com a part de la denominada Festa de la Llibertat, la celebració del XX aniversari de la caiguda del Mur de Berlín, en el qual es van deixar caure 1000 grans blocs de poliestirè pintats a mà entre el Parlament Federal i la plaça de Potsdam, passant per la Porta de Brandenburg.

- El color del domino es representa pel color dels seus punts i no de la seva fitxa això vol dir que la fitxa és anomenada "blanca" encara que el domino és negre pels seus punts